# Куря (половецький хан)
Ку́ря (д.-рус. Курѧ; ? — ?) — половецький хан кінця ХІ століття.

## Згадки
Згадується у «Повісті временних літ» під 1096 роком, під час війни половецьких ханів Тугоркана і Боняка проти руських князів Святополка Ізяславича та Володимира Мономаха. Орда Курі спустошила околиці Переяслава, і 24 травня того ж року спалила Устя, постове місто Переяслава на Дніпрі.
| Іпатський літопис                                                                     |  | Переклад |
| ------------------------------------------------------------------------------------- |  | --- |
| в се же веремѧ воева Курѧ с Половцѣ Переӕславлѧ . и Оустье пожьже . мц҃а . маиӕ . к҃д . |  | У сей же час пустошив [хан] Куря з половцями коло Переяславля і [город] Устя попалив, місяця травня [у] двадцять і четвертий [день]. |